# Activitat de les administracions públiques
L'Activitat de les administracions públiques espanyoles ve regulada pel Títol IV de la Llei 30/1992 de 26 de novembre de règim jurídic de les administracions públiques i del procediment administratiu comú pel qual les diferents administracions públiques poden delegar l'exercici de les seves competències.

## Normes Generals

### Drets dels ciutadans
La ciutadania, en les relacions amb les administracions públiques, tenen els drets següents tal com enumera la llei 30/1992:
- A conèixer, en qualsevol moment, l'estat de la tramitació dels procediments en els quals tenen la condició de persones interessades, i a obtenir còpies dels documents que

contenen.
- A identificar les autoritats i el personal al servei de les administracions públiques sota la responsabilitat dels quals es tramitin els procediments.
- A obtenir una còpia segellada dels documents que presentin, que han d'aportar conjuntament amb els originals, i també que els siguin retornats, llevat que els originals hagin de figurar en el procediment.
- A utilitzar les llengües oficials en el territori de la seva comunitat autònoma, d'acord amb el que preveu la llei 30/1992 i la resta de l'ordenament jurídic.
- A formular al·legacions i a aportar documents en qualsevol fase del procediment anterior al tràmit d'audiència, que han de ser tinguts en compte per l'òrgan competent en el moment de redactar la proposta de resolució.
- A no presentar documents no exigits per les normes aplicables al procediment de què es tracta, o que ja es trobin en poder de l'administració actuant.
- A obtenir informació i orientació sobre els requisits jurídics o tècnics que les disposicions vigents imposin als projectes, a les actuacions o a les sol·licituds que es proposin dur a terme.
- A accedir als registres i arxius de les administracions públiques en els termes previstos en la Constitució i en les lleis relacionades.
- A ser tractats amb respecte i deferència per les autoritats i els funcionaris, que han de facilitar-los l'exercici dels seus drets i el compliment de les seves obligacions.
- A exigir les responsabilitats de les administracions públiques i del personal al seu servei, quan així correspongui legalment.
- Tots els altres que els reconeguin la Constitució i les lleis.

Pel que fa a la llengua dels procediments tramitats per l'Administració General de l'Estat, aquesta és el Castellà. De totes maneres, tal com es recull en els articles 35 i 36 de la Llei 30/1992, els interessats poden adreçar-se als òrgans de l'Administració General de l'Estat amb seu al territori d'una comunitat autònoma en la llengua cooficial dins d'aquesta comunitat, tenint prevalença el Castellà en els casos de múltiples interessats i pels quals no hi hagi acord quant a la llengua. En el cas de les administracions autonòmiques i locals, l'ús de la llengua s'ha d'ajustar al que indica la legislació autonòmica corresponent.
L'administració pública instructora serà l'encarregada de traduir al castellà els expedients, o part d'aquests, que hagin de tenir efectes fora de la comunitat autònoma corresponent, així com als interessats que així ho sol·licitin. Per contra, si els efectes han de ser en una comunitat autònoma on la llengua cooficial és la mateixa no és necessari el castellà.

### Dret d'accés al registre
El dret dels ciutadans a l'accés al registre queda recollit en l'article 37 de la llei 30/1992. Concretament aquesta especifica que els ciutadans tenen dret a:
- Accedir als registres i als documents que formin part d'un expedient i es trobin en els arxius administratius, sigui quina sigui la forma d'expressió, sempre que aquests

expedients corresponguin a procediments acabats en la data de la sol·licitud.
- L'accés als documents que continguin dades referents a la intimitat de les persones està reservat a aquestes, que, en el supòsit que observin que aquestes dades figuren

incompletes o inexactes, poden exigir que es rectifiquin o es completin, llevat que figurin en expedients caducats pel transcurs del temps, d'acord amb els terminis màxims que determinin els diferents procediments, dels quals no es pugui derivar cap efecte substantiu.
- L'accés als documents de caràcter nominatiu que, sense incloure altres dades pertanyents a la intimitat de les persones, figurin en els procediments d'aplicació del dret,

llevat dels de caràcter sancionador o disciplinari, i que, en consideració al seu contingut, es puguin fer valer per a l'exercici dels drets dels ciutadans, a més de poder ser exercit pels seus titulars, ho pot ser per terceres persones que acreditin un interès legítim i directe.
- L'exercici dels drets que estableixen els apartats anteriors pot ser denegat quan prevalguin raons d'interès públic, per interessos de terceres persones més dignes de protecció o quan així ho disposi una llei, en els quals casos l'òrgan competent ha de dictar una resolució motivada.
- El dret d'accés no pot ser exercit en relació amb els expedients següents:
  - Els que continguin informació sobre les actuacions del Govern de l'Estat espanyol o de les comunitats autònomes, en l'exercici de les seves competències constitucionals no subjectes al dret administratiu.
  - Els que continguin informació sobre la defensa nacional o la seguretat de l'Estat.
  - Els tramitats per a la investigació dels delictes quan es pugui posar en perill la protecció dels drets i les llibertats de terceres persones o les necessitats de les investigacions que s'estiguin fent.
  - Els relatius a les matèries protegides pel secret comercial o industrial.
  - Els relatius a actuacions administratives derivades de la política monetària.

La llei també preveu, que l'accés es regeixi per disposicions específiques en les següents matèries:
- Arxius sotmesos a la normativa sobre matèries classificades.
- Documents i expedients que continguin dades sanitàries personals dels pacients.
- Relacionats amb la legislació del règim electoral.
- Relacionats amb fins exclusivament estadístics en l'àmbit de la funció estadística pública.
- El Registre Civil i el Registre Central de Penats i Rebels i els registres de caràcter públic l'ús dels quals estigui regulat per una llei.
- Documents que es troben en els arxius de les administracions públiques per part de les persones que tinguin la condició de diputat de les Corts Generals, senador, membre d'una assemblea legislativa de comunitat autònoma o d'una corporació local.
- La consulta de fons documentals existents en els arxius històrics.

El dret d'accés, no pot afectar el funcionament dels serveis públics. Amb aquesta finalitat, cal formular una petició individualitzada dels documents que es volen consultar, sense que es pugui formular una sol·licitud genèrica sobre una matèria o un conjunt de matèries. No obstant això, la llei preveu una excepció en el cas de les persones sol·licitants que siguin investigadores i acreditin un interès històric, científic o cultural rellevant.
El dret d'accés comporta el d'obtenir còpies o certificats dels documents l'examen dels quals sigui autoritzat per l'Administració, amb el pagament previ, si escau, de les exaccions establertes legalment. Ha de ser objecte de publicació periòdica la relació dels documents que es troben en poder de les administracions públiques subjectes a un règim de publicitat especial perquè afecten la col·lectivitat en conjunt i els altres que puguin ser consultats pels particulars. Han de ser objecte de publicació regular les instruccions i respostes a consultes plantejades pels particulars o altres òrgans administratius que comportin una interpretació del dret positiu o dels procediments vigents per tal que puguin ser al·legades pels particulars en les relacions amb l'Administració.

## Registre[3]
És obligatori que qualsevol òrgan de l'administració pública, tingui un registre que assenti qualsevol escrit que es presenti a l'administració, així com anoti l'entrada i la sortida. Els òrgans administratius poden crear en les unitats administratives altres registres que faran d'auxiliars del registre general.

### Assentament
Els assentaments, s'anoten en l'ordre temporal de recepció o sortida dels escrits, i han d'indicar dia i hora. Conclòs aquest tràmit, l'escrit s'ha de tramitar sense dilació als destinataris. Tots els registres de les administracions públiques han de gaudir d'un sistema informàtic que permiti que cada assentament gaudeixi, si s'escau, de:
- un número
- epígraf expressiu de la naturalesa del document
- data d'entrada
- data i hora de presentació
- identificació de l'interessat
- òrgan administratiu remitent
- òrgan administratiu o persona receptora
- referència al contingut de l'escrit o de la comunicació que es registra

Així mateix, el sistema ha de garantir la integració informàtica en el registre general de les anotacions efectuades als altres registres de l'òrgan administratiu.

### Presentació
Les sol·licituds, els escrits i les comunicacions que els ciutadans dirigeixin als òrgans de les administracions públiques es poden presentar
- Als registres dels òrgans administratius als quals es dirigeixin.
- Als registres de qualsevol òrgan administratiu, que pertanyi a l'Administració General de l'Estat, a la de qualsevol Administració de les comunitats autònomes, o a la d'alguna de les entitats que integren l'Administració local si, en aquest últim cas, s'ha subscrit el conveni oportú.
- A les oficines de correus, en la forma que s'estableixi per reglament.
- A les representacions diplomàtiques o les oficines consulars d'Espanya a l'estranger.
- A qualsevol altre lloc que estableixin les disposicions vigents.

Mitjançant convenis de col·laboració subscrits entre les administracions públiques, s'han d'establir sistemes d'intercomunicació i coordinació de registres que garanteixin la
compatibilitat informàtica, així com la transmissió telemàtica dels assentaments registrals i de les sol·licituds, els escrits, les comunicacions i els documents que es presentin en
qualsevol dels registres. D'aquesta manera la llei 30/1992 es postula per la interoperativitat.
Per a l'eficàcia de l'article 35 de la llei 30/1992, sobre els drets dels ciutadans enfront de les administracions públiques, a l'article 39 es reconeix la possibilitat al ciutadà perquè presenti cópia compulsada dels documents que ha d'adjuntar.
Cada Administració pública ha d'establir els dies i les hores d'obertura dels registres, i ha de garantir el dret dels ciutadans a la presentació de documents que preveu l'article 35 de la llei 30/1992. De totes maneres, la llei també garanteix la possibilitat perquè les sol·licituds arribin a l'administració per altres vies com el gir postal o telegràfic, o per transferència dirigida a l'oficina pública corresponent en el cas de tributs.
La llei també contempla la possibilitat de la creació de registres telemàtics. Tot i així, el registre telemàtic es troba amb la limitació que només estan habilitats per a les sol·licituds, escrits i comunicacions que van dirigits a l'organisme que ha creat aquell registre i que s'especifiquen en
la norma de la creació d'aquest, així com que compleixin els criteris de disponibilitat, autenticitat, integritat, confidencialitat i conservació de la informació que igualment s'indiquen en la norma esmentada. Els registres telemàtics permetran presentar sol·licituds, escrits i comunicacions cada dia de l'any durant les vint-i-quatre hores. Per comptar els terminis, la recepció en un dia inhàbil per a l'òrgan o entitat s'ha d'entendre feta el primer dia hàbil següent. Igualment, tot això queda modificat per l'aparició de la llei 11/2007 de 22 de juny que marca que l'administració té l'obligació de prestar tots els seus serveis de manera telemàtica sense suprimir les formes tradicionals de relació

## Deures dels ciutadans
Els deures dels ciutadans davant l'activitat de les administracions es resumeixen en els articles 39 i 40 de la llei 30/1992, i es podrien resumir en els següents punts:
- Els ciutadans estan obligats a facilitar informació a l'administració en els termes en què ho especifica la llei.
- Les persones interessades que coneguin dades de persones interessades que no han comparegut, tenen l'obligació de facilitar-les a l'administració.
- La compareixença tan sols és obligatòria quan ho especifica una norma amb rang de llei.
- En els casos que sigui procedent la compareixença, la citació corresponent ha de fer constar expressament el lloc, la data, l'hora i l'objecte de la compareixença, i també els efectes de no atendre-la. Igualment, l'administració haurà de facilitar un certificat que faci constar la compareixença.

## Responsabilitat de la tramitació
Els titulars de les unitats administratives i el personal al servei de les administracions públiques que tinguin a càrrec seu la resolució o el despatx dels assumptes són responsables directes de la seva tramitació i han d'adoptar les mesures oportunes per tal de remoure els obstacles que impedeixin, dificultin o retardin l'exercici ple dels drets de les persones interessades o el respecte als seus interessos legítims, i han de disposar el que calgui per a evitar i eliminar tota anormalitat en la tramitació de procediments. Les persones interessades poden sol·licitar l'exigència d'aquesta responsabilitat a l'Administració pública corresponent.

## Obligació de Resoldre[3]
L'Administració està obligada a dictar resolució expressa en tots els procediments i a notificar-la sigui quina sigui la seva forma d'iniciació. En els casos de prescripció, renúncia del dret, caducitat del procediment o desistiment de la sol·licitud, així com de desaparició sobrevinguda de l'objecte del procediment, la resolució
consisteix en la declaració de la circumstància que concorri en cada cas, amb indicació dels fets produïts i les normes aplicables. S'exceptuen de l'obligació a què es refereix el paràgraf primer els supòsits de:
- acabament del procediment per pacte o conveni
- procediments relatius a l'exercici de drets preexistents sotmesos únicament al deure de comunicació prèvia a l'Administració. (Exemple: El dret a reunió recollit a la Constitució espanyola com el dret a reunió).

El termini màxim per notificar la resolució expressa és el que fixi la norma reguladora del procediment corresponent. En el cas que no ho marqui la norma reguladora el termini:
- No pot excedir els sis mesos llevat que una norma amb rang de llei n'estableixi un de més llarg o que ho prevegi la normativa comunitària europea.
- És de tres mesos quan les normes reguladores dels procediments no fixin el termini màxim.

Aquest termini es compten:
- En els procediments iniciats d'ofici, des de la data de l'acord d'iniciació.
- En els iniciats a sol·licituds de l'interessat, des de la data en què la sol·licitud hagi tingut entrada al registre de l'òrgan competent per a la seva tramitació.

En aquest sentit, la Generalitat de Catalunya amb l'objectiu de determinar els procediments per als quals, amb caràcter absolutament excepcional, calia mantenir o establir terminis de resolució i notificació superiors a sis mesos, i amb la voluntat d'especificar els supòsits en què s'ha de mantenir o establir el sentit desestimatori del silenci va promulgar la llei 23/2002 de 18 de novembre on s'estableixen aquells procediments en els quals el termini pot ser superior a sis mesos, com el cas del procediment administratiu d'autorització per a la instal·lació i el canvi de titularitat de farmacioles que és de 9 mesos.
Les administracions públiques han de publicar i mantenir actualitzades, com en el cas de la llei 23/2002 i a efectes informatius, les relacions de procediments, i n'han d'indicar els terminis màxims de durada, així com els efectes que produeix el silenci administratiu. En tot cas, les administracions públiques han d'informar els interessats del termini màxim normativament establert per a la resolució i la notificació dels procediments, així com dels efectes que pugui produir el silenci administratiu, inclosa la menció esmentada en la
notificació o publicació de l'acord d'iniciació d'ofici, o en comunicació que se’ls hi ha d'adreçar a aquest efecte dins dels deu dies següents a la recepció de la sol·licitud en el registre de l'òrgan competent per a la seva tramitació. En aquest últim cas, la comunicació ha d'indicar a més la data en què l'òrgan competent ha rebut la sol·licitud.
El transcurs del termini màxim legal per resoldre un procediment i notificar la resolució es pot suspendre en els casos següents:
- Quan s'hagi de requerir un interessat per esmenar deficiències i aportar documents i altres elements de judici necessaris, pel temps que transcorri entre la notificació del

requeriment i el compliment efectiu pel destinatari o, si no, el transcurs del termini concedit, tot això sens perjudici del que preveu l'article 71 de la llei 30/1992.
- Quan s'hagi d'obtenir un pronunciament previ i preceptiu d'un òrgan de la Unió Europea, pel temps que transcorri entre la petició, que s'ha de comunicar als interessats, i

la notificació del pronunciament a l'Administració instructora, que també els ha de ser comunicada.
- Quan s'hagin de sol·licitar informes que siguin preceptius i determinants del contingut de la resolució a un òrgan de la mateixa Administració o una de diferent, pel temps que

transcorri entre la petició, que s'ha de comunicar als interessats, i la recepció de l'informe, que també s'ha de comunicar als interessats. Aquest termini de suspensió no pot excedir en cap cas de tres mesos.
- Quan s'hagin de fer proves tècniques o anàlisis contradictòries o diriments proposades pels interessats, durant el temps necessari per a la incorporació dels resultats a l'expedient.
- Quan s'iniciïn negociacions amb vista a la subscripció d'un pacte o un conveni en els termes que preveu l'article 88 d'aquesta Llei, des de la declaració formal i fins a la conclusió sense efecte, si s'escau, de les negociacions esmentades que s'ha de constatar mitjançant una declaració formulada per l'Administració o els interessats.

Quan el nombre de les sol·licituds formulades o les persones afectades puguin implicar un incompliment del termini màxim de resolució, l'òrgan competent per resoldre, poden habilitar els mitjans personals i materials per complir el despatx adequat i en el termini escaient. Excepcionalment, es pot acordar l'ampliació del termini màxim de resolució i notificació mitjançant motivació clara de les circumstàncies concurrents i només una vegada exhaurits tots els mitjans a disposició possibles. Si s'acorda, finalment, l'ampliació del termini màxim, aquest no pot ser superior a l'establert per a la tramitació del procediment. Contra l'acord que resolgui sobre l'ampliació de terminis, que s'ha de notificar als interessats, no es pot interposar recurs.
El personal al servei de les administracions públiques que tingui a càrrec seu el despatx dels assumptes, així com els titulars dels òrgans administratius competents per instruir i
resoldre, són directament responsables, en l'àmbit de les seves competències, del compliment de l'obligació legal de dictar resolució expressa dins el termini. L'incompliment d'aquesta obligació dona lloc a l'exigència de responsabilitat disciplinària, sens perjudici de la que sigui procedent d'acord amb la normativa vigent.
Silenci Administratiu

## Termes i terminis

### Obligatorietat i funcionament
Tal com estableix la llei 30/1992, els termes i terminis establerts per llei obliguen a les autoritats i el personal competents a complir-lo. Sempre que una llei o una normativa europea no marqui el contrari, els terminis s'assenyalen per dies hàbils, que exclou diumenges i festius. Perquè siguin naturals, s'ha de fer constar en les notificacions corresponents.
Si el termini es fixa en mesos o anys, aquests computen a partir de l'endemà del dia en què es produeix la notificació o publicació, o des de l'endemà de l'estimació o desestimació per silenci administratiu. En el cas en què, en el mes de venciment no hi ha cap dia equivalent a aquell en el que comença el còmput (com podria ser els dies 31 d'alguns mesos, o un venciment que sigui en el mes de febrer), s'entén que el venciment expira l'últim dia del mes. Quan l'últim dia del termini sigui inhàbil, s'entén prorrogat al primer dia hàbil següent.
Si el termini s'expressa en dies, es compten a partir de l'endemà del dia que tingui lloc la notificació o la publicació de l'acte de què es tracti, o des de l'endemà del dia en què es produeixi l'estimació o la desestimació per silenci administratiu. En el cas que un dia sigui hàbil en lloc de residència de l'interessat i inhàbil en la seu de l'òrgan administratiu o a la inversa, s'entén que el dia és inhàbil.
L'Administració General de l'Estat i les administracions de les comunitats autònomes, amb subjecció al calendari laboral oficial, han de fixar en el seu àmbit respectiu, el calendari de dies inhàbils a efectes de còmputs de terminis. El calendari aprovat per les comunitats autònomes comprèn els dies inhàbils de les entitats que integren l'Administració local que correspon al seu àmbit territorial, a les quals és aplicable. Aquest, ha de ser publicat en el diari corresponent. L'Administració, llevat que hi hagi un precepte en contra, pot concedir d'ofici o a petició dels interessats una ampliació dels terminis establerts, que no excedeixi de la meitat d'aquests, si les circumstàncies ho aconsellen, i amb això no es perjudiquen drets de tercers. L'acord d'ampliació s'ha de notificar als interessats. L'ampliació dels terminis pel temps màxim permès s'aplica en tot cas als procediments tramitats per les missions diplomàtiques i les oficines consulars, així com a aquells procediments que es tramiten a l'interior i exigeixen fer algun tràmit a l'estranger o a aquells en què intervenen interessats residents fora d'Espanya. Tant la petició dels interessats com la decisió sobre l'ampliació s'han de produir, en tot cas, abans del venciment del termini de què es tracti. En cap cas pot ser objecte d'ampliació un termini ja vençut. Els acords sobre l'ampliació de terminis o sobre la denegació no són susceptibles de recursos. Quan ho aconsellin raons d'interès públic es pot acordar, d'ofici o a petició de la persona interessada, l'aplicació al procediment de la tramitació d'urgència, per la qual es redueixen a la meitat els terminis establerts per al procediment ordinari, tret dels relatius a la presentació de sol·licituds i recursos. Aquest tràmit tampoc és susceptible de recurs.